# Extreme Noise Terror
Extreme Noise Terror (ofte forkortet ENT) er et crust punk og ekstremmetal-band, oprindeligt fra Ipswich i England. Det blev dannet i januar 1985, og er et af de vigtigste tidlige britiske grindcore-bands.
ENT startede oprindeligt som et hardcore punk-band. Det blev imidlertid hurtigt klart ud fra tidlige koncerter, at de var langt mere ekstreme end de fleste andre bands indenfor den genre. Sammen med Napalm Death bidrog Extreme Noise Terror til at karakterisere den tidlige, arketypiske grindcore-lyd: Skarpe politiske tekster, kværnende guitarer, ekstremt hurtigt tempo og ofte meget korte sange.
ENT er bemærkelsesværdige for bandets brug af to sangere. I 1992 optrådte Extreme Noise Terror live med dansemusik-gruppen The KLF på Brit Awards. De arbejdede også på The KLF's opgivne album The Black Room.

## Medlemmer
De oprindelige medlemmer var:
- Dean Jones – Vokal
- Phil Vane – Vokal
- Pete Hurley – Guitar
- Jerry Clay – Bas
- Darren Olley (Pigkiller) – Trommer

Andre medlemmer var:
- Mick Harris – Trommer
- Mark Gardner – Bas
- Stick Dickens – Trommer
- Pete Nash – Bas
- Mark Bailey – Bas
- Tom Croft – Gæstevokal på Phonophobia
- Ali Firouzbakht – Guitar
- Lee Barrett – Bas
- Was – Trommer
- Mark Greenway – Vokal
- John Borley – Guitar

Bandet nuværende line-up består af Dean Jones og Phil Vane (som begge har været med helt fra starten) samt:
- Ellery Hardon – Vokal
- Mic Hourihan – Trommer
- Staff Glover – bas
- Ollie Jones – guitar
- Woody – guitar

## Diskografi
- Earslaughter Delt LP med Chaos UK (1986) Manic Ears Records
- The Peel Sessions 12" (1987) Strange Fruit Records
- A Holocaust in Your Head LP (1988) Head Eruption Records
- Are You That Desperate EP (1989) Crust Records USA
- In It For Life Delt LP med Filthkick (1989) Sink Below Records
- The Peel Sessions '87-'90 CD/LP (1990) Strange Fruit Records
- The Split Noize Live Ep Delt EP med Patareni (1990) FalSanja Kol'ko'S Records / Debilana Sound
- Earslaughter live LP (1990) Headache Records
- Live & Loud live CD (1990)
- Ear Terror ??? (1991) Headache Records
- A Holocaust in Your Head CD (1991) Distortion Records
- Phonophobia 12" (1991) Discipline Records
- «3 a.m. Eternal» (med The KLF) limited edition 7" (1992) KLF Communications
- Retro-bution CD/LP (1992) Earache Records
- Damage 381 CD (1997) Earache Records
- The Peel Sessions LP (1998) Discipline Records (Reprint)
- Being and Nothing CD (2001) Candlelight Records
- From One Extreme to Another DVD (2003) Candlelight Records
- "Hatred and the Filth" Single (2004) Distortion Records
- Split EP with Driller Killer (2006) Osmose Productions